# McDonnell Model 79
El McDonnell Model 79 Big Henry fue un helicóptero ligero estadounidense de los años 50 del siglo XX, diseñado y construido por McDonnell Aircraft.

## Diseño y desarrollo
En 1950, después de que terminaron los vuelos de pruebas del McDonnell XH-20 Little Henry, McDonnell seguía convencida de los méritos del helicóptero de rotor con punta de estatorreactor, por lo que en septiembre propuso un nuevo helicóptero propulsado por estatorreactores, el Model 79 Big Henry. Comparado con el XH-20, el Model 79 tenía un diámetro de rotor algo más grande, superficies de cola que comprendían un plano de cola fijo ajustable en el suelo y un timón móvil. Se proporcionó provisión para un tren de aterrizaje triciclo o patines gemelos, y el piloto recibió alojamiento abierto. El Big Henry estaba destinado a ser un helicóptero utilitario, con usos planificados que incluían control de plagas/malezas, defoliación, fertilización, siembra o correo/carga.
El primer vuelo del Model 79 tuvo lugar el 26 de marzo de 1952, y el prototipo Big Henry llevó el registro civil N12M. Se diseñaron planes para una versión militar de dos asientos del Big Henry, el Model 79A (designado XH-29), pero aunque los vuelos de pruebas demostraron que el Model 79 era fácil de volar y mantener, los ramjets generaban un alto consumo de combustible y nivel de ruido, lo que impidió a los usuarios comerciales pedir el modelo. A mediados de 1953, se terminó el programa de pruebas de vuelo del Model 79.

## Variantes
Model 79
Prototipo de helicóptero con reactores de punta de pala.
Model 79A
Propuesta versión biplaza del Model 79.
XH-29
Propuesta variante militar del Model 79A, no construida.

## Especificaciones
Referencia datos: McDonnell Douglas

### Características generales
- Tripulación: Uno (piloto)
- Longitud: 4,7 m (15,5 ft)
- Diámetro rotor principal: 8,2 m (27 ft)
- Altura: 2,5 m (8,3 ft)
- Peso vacío: 293 kg (645,8 lb)
- Planta motriz: 2× estatorreactor McDonnell 8RJ4. cada uno.

### Rendimiento
- Velocidad máxima operativa (Vno): 138 km/h (86 MPH; 75 kt)
- Techo de vuelo: 3050 m (10 007 ft)
- Régimen de ascenso: 5 m/s (984 ft/min)

## Aeronaves relacionadas

### Secuencias de designación
- Secuencia H-_ (Helicópteros de la USAF, 1948-1962): ← H-26 - H-27 - H-28 - H-29 - H-30 - H-31 - H-32 →